# Leopold Pfaundler von Hadermur
 (septembre 2022).
Si vous disposez d'ouvrages ou d'articles de référence ou si vous connaissez des sites web de qualité traitant du thème abordé ici, merci de compléter l'article en donnant les références utiles à sa vérifiabilité et en les liant à la section « Notes et références ».
Pas d'image ? Cliquez ici
Leopold Pfaundler von Hadermur (né le 14 février 1839 à Innsbruck, mort le 6 mai 1920 à Graz) est un physicien et alpiniste autrichien.

## Biographie
Fils d'un juriste, Pfaundler étudie à Innsbruck, Munich et Paris la physique, la chimie et les mathématiques. Il obtient en 1866 un privat-docent de chimie physique. L'année suivante, il devient professeur à Innsbruck. En 1887, il est membre de l'Académie autrichienne des sciences. En 1891, il est nommé professeur de physique à l'université de Graz. Pfaundler réussit en 1870 pour la première fois à produire un courant électrique continu au moyen d'une machine électrique. En 1888, il fabrique un projecteur pour la courbe de Lissajous.

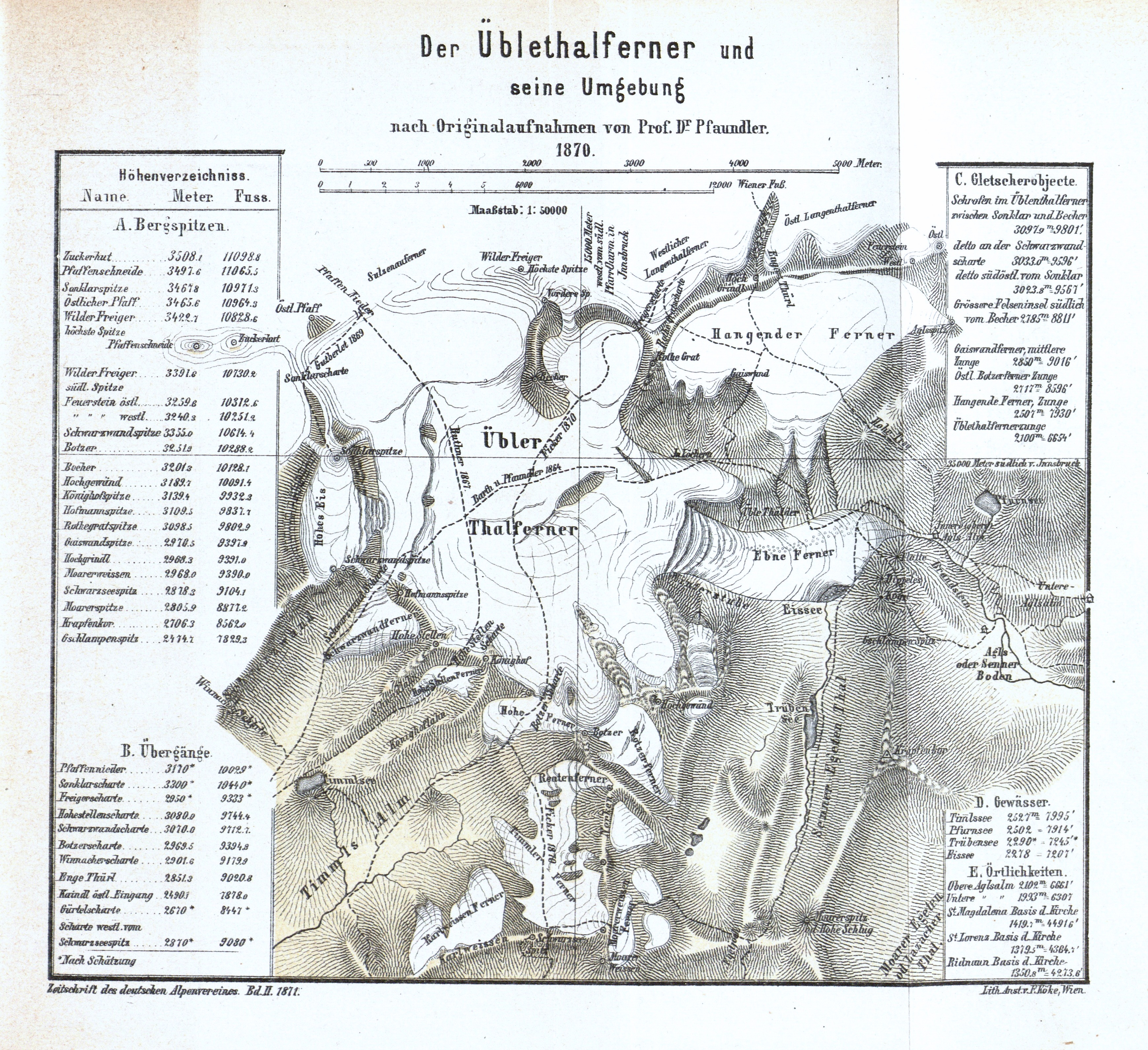
Carte des environs de l'Übeltalferner qu'il établit en 1871

Leopold Pfaundler pratique à l'alpinisme à partir de 1859, dans les montagnes du Tyrol. Avec Robert von Hörmann, Josef von Trentinaglia et Hugo von Enzenberg, il se consacre aux régions qui n'ont pas connu d'ascension dans le massif des Karwendel, en particulier la chaîne Gleirschtal-Halltal. Tandis que Hörmann, Trentinaglia et Enzenberg étudient la géologie, la flore et la faune, Pfaundler fait des mesures hypsométriques. Ils font la première ascension notamment du Hoher Gleirsch, des Jägerkarspitzen et du Gleirschtaler Brandjoch. En 1861, Pfaundler s'intéresse aux Alpes de l'Ötztal et aux Alpes de Stubai. Avec Ludwig von Barth et le guide Alois Tanzer, il monte sur des montagnes pour la première fois comme l'Östliche Seespitze, l'Aperer Freiger et le Pfaffenschneide. Pfaundler est un fondateur de la Deutscher Alpenverein et s'inscrit dans la section d'Innsbruck.
En 1910, Leopold Pfaundler est anobli et reçoit le nom von Hadermur.

## Source de la traduction
- (de) Cet article est partiellement ou en totalité issu de l’article de Wikipédia en allemand intitulé « Leopold Pfaundler von Hadermur » (voir la liste des auteurs).